# Parafia św. Mikołaja w Biesowie
Parafia św. Mikołaja w Biesowie – parafia rzymskokatolicka, znajdująca się w archidiecezji warmińskiej, w dekanacie Biskupiec Reszelski. W parafii posługują księża diecezjalni. Według stanu na październik 2018 proboszczem parafii był ks. Krzysztof Jeżowski. 